# Dark Water ~Aisubeki Senshitachi~
Dark Water ~Aisubeki Senshitachi~ é um single de Hironobu Kageyama. Foi lançado pela Nippon Columbia em 21 de julho de 1992 e possui quatro faixas.

## Produção
O single vem com a faixa-título homônima, que foi abertura do desenho Os Piratas de Águas Sombrias. O lado B, "Senshitachi no Kyuusoku", foi seu tema de encerramento.
A composição de ambas as faixas ficou com Keiju Ishikawa, que tem uma longa carreira trabalhando em trilhas sonoras de animes, sendo responsável, por exemplo, pela segunda abertura de Dragon Ball Z, "WE GOTTA POWER/Bokutachi wa Tenshi Datta" Já Kounosuke Fuji, também com extensa carreira na indústria da música, ficou encarregado das letras.

## Legado
As duas canções foram foram selecionadas para duas coletâneas comemorativas da carreira de Kageyama, Hironobu Kageyama 20th Anniversary Eternity; e Kage chan Pack ~Kimi to Boku no Daikoushin~. 

## Faixas
| N.º            | Título                                                 | Letras         | Música         | Arranjo        | Duração |  |
| 1.             | "Dark Water ~Aisubeki Senshitachi~"                    | Kounosuke Fuji | Keiju Ishikawa | K. Ishikawa    | 3:56    |  |
| 2.             | "Senshitachi no Kyuusoku"                              | K. Fuji        | K. Ishikawa    | K. Ishikawa    | 5:04    |  |
| 3.             | "Dark Water ~Aisubeki Senshitachi~ (Original Karaoke)" | instrumental   | K. Ishikawa    | K. Ishikawa    | 3:56    |  |
| 4.             | "Senshitachi no Kyuusoku (Original Karaoke)"           | instrumental   | K. Ishikawa    | K. Ishikawa    | 5:00    |  |
| Duração total: | Duração total:                                         | Duração total: | Duração total: | Duração total: | 17:56   |  |